# Syberg Keramik
Syberg Keramik var en dansk keramisk virksomhed fra Valby. Den blev grundlagt af Hans Syberg, og senere overtaget af Lars Syberg. Begge var sønner af Fritz og Anna Syberg. Den eksisterede fra 1928 og frem til 1980'erne.

## Historie
Hans Syberg og hans kusine Grete Jensen, der var datter af maleren Peter Hansen, etablerede et keramikværksted i Valby i 1928. De specialiserede sig i fajance med blomsterdekorationer, der var inspireret af Anna Sybergs akvareller.
Lars Syberg sluttede sig til firmaet i 1931 og tog gradvist over. Produktionen toppede i 1940'ere og begyndelsen af 1950'erne. Firmaet producerede frem til 1980'erne.

## Udstillinger og bøger
På Faaborg Museum i Faaborg og Sophienholm ii Kongens Lyngby havde man i 2003-04 udstillingen Syberg - fra akvarel til keramik. Jens Blædel udgav en bog af samme navn i forbindelse med udstillingen. Keramik fra Syberg Keramik var også en del af udstillingen Kunstnerdynastiet Syberg på Johannes Larsen Museet i Kerteminde.

## Yderligere læsning
- Jensen, Birgit Bjerre: Hans Syberg..